# 渠州
渠州（きょしゅう）は、中国にかつて存在した州。南北朝時代から明初にかけて、現在の四川省達州市一帯に設置された。

## 魏晋南北朝時代
537年（大同3年）、南朝梁により渠州が設置され、北宕渠郡・境陽郡を管轄した。559年（武成元年）、北周により北宕渠郡は流江郡と改称された。

## 隋代
隋初には、渠州は2郡4県を管轄した。583年（開皇3年）、渠州の属郡の流江郡と境陽郡は廃止された。同年に容州が廃止され、渠州に統合された。605年（大業元年）、隣州が廃止され、渠州に統合された。607年（大業3年）に州が廃止されて郡が置かれると、渠州は宕渠郡と改称され、下部に6県を管轄した。隋代の行政区分に関しては下表を参照。
| 隋代の行政区画変遷 | 隋代の行政区画変遷 | 隋代の行政区画変遷 | 隋代の行政区画変遷 | 隋代の行政区画変遷 | 隋代の行政区画変遷 | 隋代の行政区画変遷                        |
| 区分               | 開皇元年           | 開皇元年           | 開皇元年           | 開皇元年           | 区分               | 大業3年                                   |
| ------------------ | ------------------ | ------------------ | ------------------ | ------------------ | ------------------ | ----------------------------------------- |
| 州                 | 渠州               | 渠州               | 隣州               | 容州               | 郡                 | 宕渠郡                                    |
| 郡                 | 流江郡             | 境陽郡             | 隣山郡             | 容山郡             | 県                 | 流江県 賨城県 宕渠県 咸安県 隣水県 墊江県 |
| 県                 | 流江県 始安県      | 宕渠県 綏安県      | 隣水県 隣山県      | 魏安県             | 県                 | 流江県 賨城県 宕渠県 咸安県 隣水県 墊江県 |

## 唐代
618年（武徳元年）、唐により宕渠郡は渠州と改められた。742年（天宝元年）、渠州は隣山郡と改称された。758年（乾元元年）、隣山郡は渠州と改称された。渠州は山南西道に属し、流江・隣水・隣山・渠江の4県を管轄した。

## 宋代
北宋のとき、渠州は潼川府路に属し、流江・隣水・隣山の3県を管轄した。南宋のとき、大竹県が加増された。

## 元代以降
元のとき、渠州は順慶路に属し、流江・大竹の2県を管轄した。
1376年（洪武9年）、明により渠州は渠県に降格した。